# Zofia Maria Wettyn
Zofia Maria Wettyn (ur. 22 marca 1845 w Dreźnie; zm. 9 marca 1867 w Monachium), księżniczka Saksonii. Jej pełne nazwisko brzmiało: Zofia Maria Fryderyka Augusta Leopoldyna Aleksandryna Ernestyna Albertyna Elżbieta Wettyn.

## Życie
Zofia Maria była córką Jana Wetyna, króla Saksonii, i Amalii Augusty Bawarskiej.
11 lutego 1865 roku, w Dreźnie, wyszła za mąż za swojego kuzyna Karola Teodora Wittelsbacha, księcia Bawarii (syna Maksymiliana, księcia Bawarii, i Ludwiki Wilhelminy, księżniczki Bawarii).
Po urodzeniu jej pierwszego i jedynego dziecka, córki Amelii Bawarskiej, 24 grudnia 1865 roku, Zofia zaczęła niedomagać i zawsze była osłabiona, lekarze nie dawali więcej żadnej nadziei. Księżniczka Zofia załamała się i zmarła w końcu w marcu 1867 roku, nie mając jeszcze 22 lat, na grypę.
Została pogrzebana w Tegernsee.

## Dzieci
- Amelia Wittelsbach (1865–1912)